# Wij Vrouwen Eisen

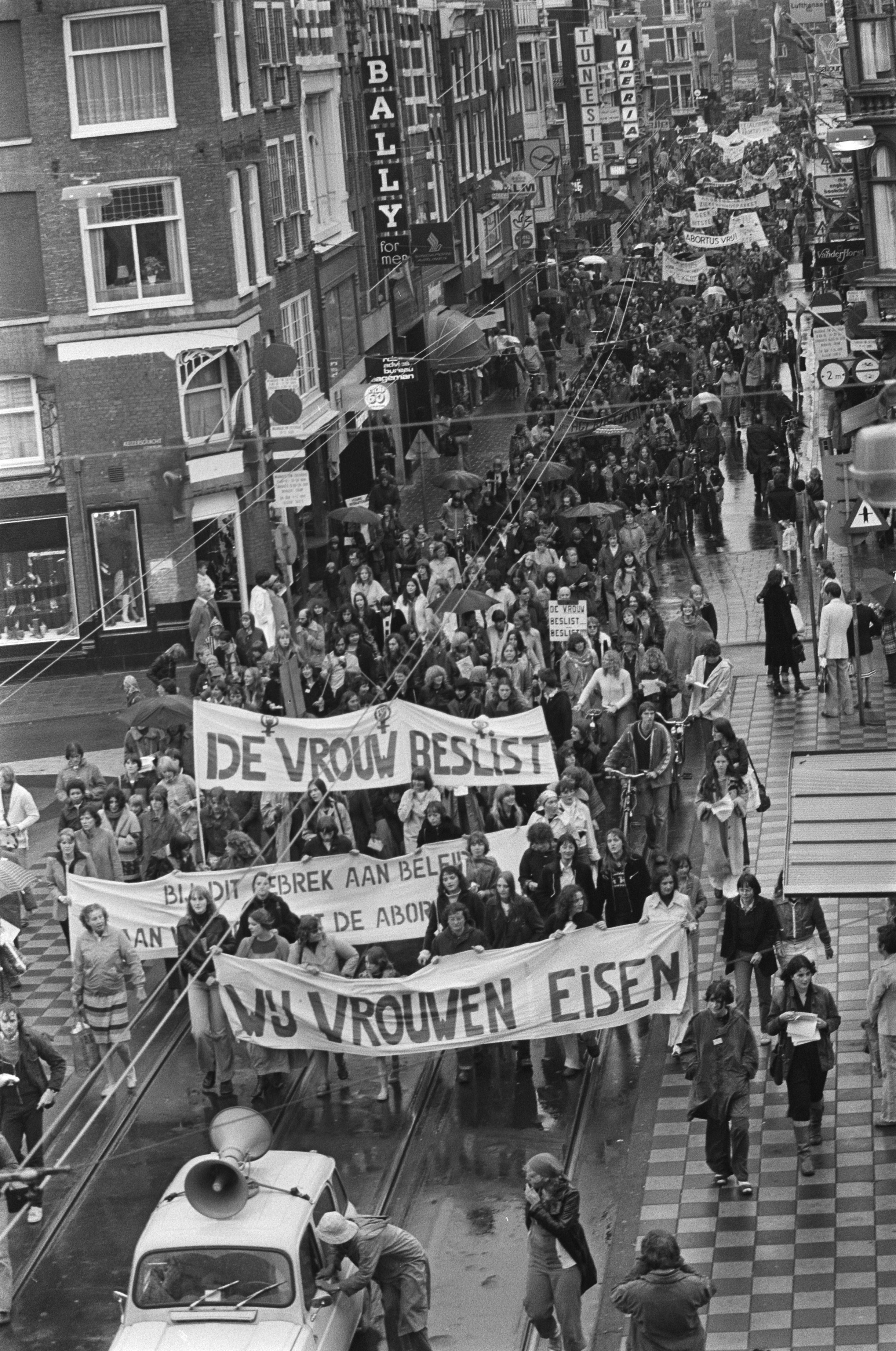
Demonstratie in Amsterdam voor legalisering van abortus, georganiseerd door Wij Vrouwen Eisen, 10 september 1977.

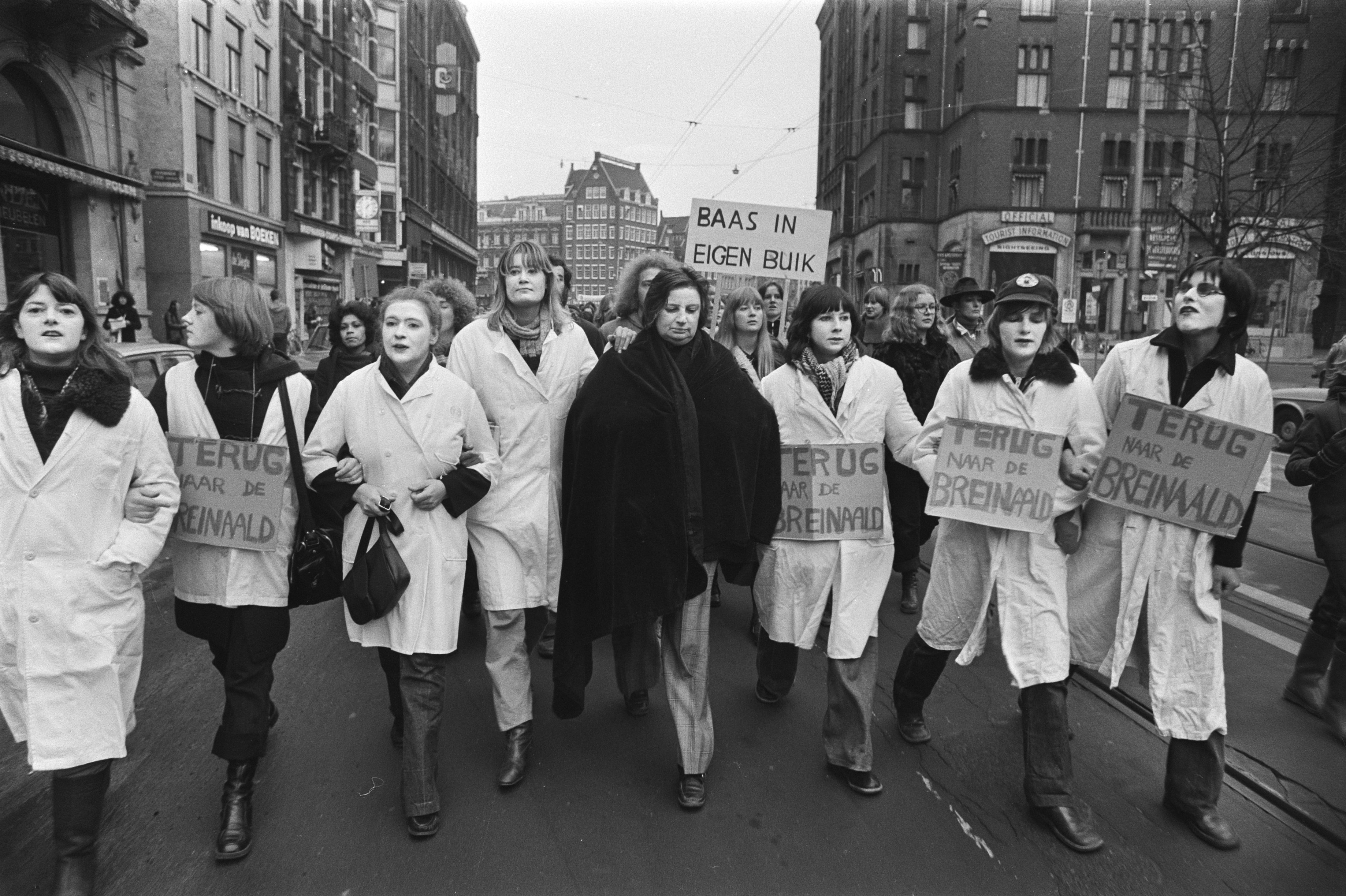
Wij vrouwen eisen demonstreert in Amsterdam tegen ontwerp abortuswet

Wij Vrouwen Eisen (WVE) was een maatschappelijke actiegroep met als doel het veranderen van de Nederlandse abortuswetgeving in de jaren zeventig en tachtig van de twintigste eeuw, waar het onderbreken van zwangerschap strafbaar was gesteld. Het streven was gebaseerd op de gedachte dat vrouwen zelfbeschikkingsrecht hebben en alleen de zwangere mens zelf het recht heeft te bepalen of een zwangerschap wordt onderbroken of niet.
WVE maakte deel uit van de tweede feministische golf.

## Ontstaan
Wij Vrouwen Eisen werd in 1974 in Leiden opgericht door onder meer Selma Leydesdorff, Marjan Sax, Ria Sikkes, Ida van Zijl, Lia Gorter, Hennie de Swaan en Hilda Passchier. WVE kwam voort uit de organisaties Dolle Mina en Man Vrouw Maatschappij 
De groep had vele leden en werd ondersteund door andere actiegroepen, politieke organisaties en vakbonden zoals: de Rooie Vrouwen in de PvdA, de Pacifistisch Socialistische Partij, de Nederlandse Vrouwenbeweging in de CPN, de Vrouwenbond van het Nederlands Verbond van Vakverenigingen (NVV) en de studentenorganisatie ASVA. Spilfiguren waren later ook Myra ter Meulen en Beatrijs Stemerding.
WVE bestond uit plaatselijke comités en een landelijk comité bestaande uit de initiatiefneemsters. De actiegroep werkte samen met andere actiegroepen en organisaties in Nederland en met bestaande abortusklinieken (opgericht door Stimezo). Op internationaal niveau was WVE aangesloten bij de International Contraception, Abortion and Sterilisation Campaign (ICASC).

## Eisen en acties
Na uitgebreide discussies formuleerde WVE drie eisen die aan de Nederlandse abortuswetgeving gesteld werden: (1) abortus uit het wetboek van strafrecht, (2) abortus in het ziekenfondspakket, (3) de vrouw beslist. Deze drie eisen werden een maatstaf voor de beoordeling van alle latere wetsvoorstellen. Met name 'de vrouw beslist werd een belangrijke leus in demonstraties tegen de abortuswetgeving met als populaire variant 'baas in eigen buik'.
Er werden allerlei middelen gebruikt om deze eisen bekend te maken, bewustwording en draagvlak te creëren en de eisen kracht bij te zetten zoals demonstraties, handtekeningenacties, kaartenacties, het maken en plakken van affiches of het uitdelen van folders.  Er waren informatiekraampjes op markten, men ging met een busje met megafoon-installatie de wijken in, belde bij de bewoners aan en legden uit waar het om ging. Er werden interviews gegeven aan de media, rapporten opgesteld en wetsvoorstellen becommentarieerd. Bij de intreeweek voor studenten in Amsterdam werd het thema abortus aangesproken als onderdeel van het introductieprogramma. Door de zowel gevarieerde als doelgerichte aanpak wist WVE veel leden en organisaties achter zich te scharen en zodoende invloed uit te oefenen op de publieke opinie, de kiezers en hun stemgedrag en druk uit te oefenen op politieke organen.

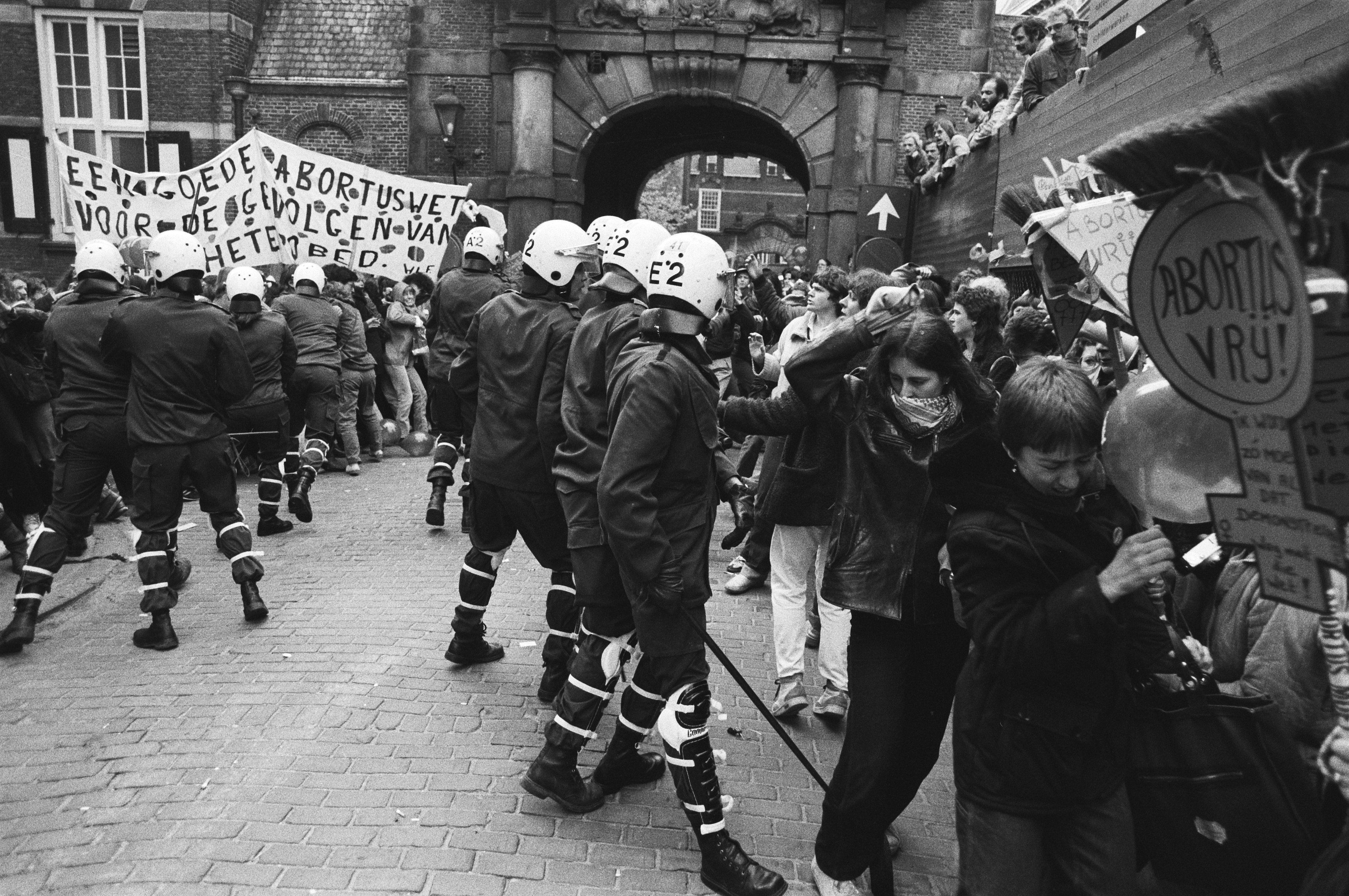
Demonstratie tegen de abortuswet op het Binnenhof, Mobiele Eenheid grijpt slagvaardig in, 1981

In april 1981 werd een grote demonstratie van WVE op het Binnenhof voor de legalisering van abortus door de Mobiele Eenheid letterlijk uiteengeslagen met als redengeving dat de actievoersters de Tweede Kamer verhinderden te vergaderen.